# Crypsiprora transversilinea
Crypsiprora transversilinea là một loài bướm đêm trong họ Noctuidae.